# Chthonius ischnocheloides
Chthonius ischnocheloides är en spindeldjursart som beskrevs av Beier 1973. Chthonius ischnocheloides ingår i släktet Chthonius och familjen käkklokrypare. Inga underarter finns listade i Catalogue of Life.